# Trương Quý Hải
Trương Quý Hải (sinh 1963) là một nhạc sĩ, ca sĩ Việt Nam. Ông trở nên nổi tiếng với hai ca khúc Hà Nội mùa vắng những cơn mưa (phổ nhạc, lời của Bùi Thanh Tuấn) và Khoảnh khắc (sáng tác).

## Tiểu sử
- Tốt nghiệp đại học tại Trường Đại học Mỏ - Địa chất, Hệ bằng 2 trường Đại học Kinh tế Quốc dân
- Tham gia mặt trận Vị Xuyên giai đoạn 1984-1985.[1]
- Phó bí thư đoàn trường Đại học Kinh tế Quốc dân
- UVTV Thành đoàn Hà Nội
- Chánh văn phòng Đoàn thể FPT

## Tâm sự
"Trong đời, có lúc anh sẽ oải. Đi tiếp, lại con đường cam go. Đẩy thuyền đi nước đục, dừng tại chỗ nước trong suốt... Biết thế nhưng vẫn phải đi lên. Vì thế khát vọng tìm chốn bình yên của mỗi người bây giờ là cực lớn."

## Album-Bài hát
- Giản dị FPT
- FPT-Dòng sông lời thề
- Trường ca Người Việt Nam
- Hà Nội mùa vắng những cơn mưa (phổ nhạc)
- Khoảnh khắc
- Tự khúc ngày sinh
- Mùa thi nhớ mãi
- Tiền lá
- Hà Nội mùa hoa sấu
- Đồng dao
- Hành trình lời ru của mẹ [2]
- Tình cao nguyên [3]
- Tuyệt tình ca
- Về đây đồng đội ơi
- Hát cho người còn sống
- Đối diện - Nhạc phim Đằng sau tội ác

Ngoài ra, ông còn là người viết lời Việt cho ca khúc trong phim Tình xa năm 2004 và được ca sĩ Khánh Linh  thể hiện.